# Safari (navegador)
O Safari é um navegador de internet desenvolvido pela Apple Inc. Ele está presente em todos os sistemas operacionais da Apple, incluindo o iOS, iPadOS, macOS e visionOS. Ele utiliza o software de código aberto WebKit, derivado do KHTML
Foi introduzido em uma atualização do sistema operacional Mac OS X Jaguar em 2003 e tornou-se o navegador padrão com o lançamento do Mac OS X Panther no mesmo ano. Posteriormente, uma versão móvel foi desenvolvida para o iPhone e o iPod Touch em 2007. Uma versão para Microsoft Windows foi desenvolvida em 2007 com suporte encerrado em 2012.
O Safari 14, lançado em 12 de novembro de 2020, é a versão mais recente do navegador para o Mac e vem pré-instalado junto com o macOS Big Sur. A Apple afirma que o navegador é até 50% mais rápido que o Google Chrome, consumindo menos bateria do que outros navegadores da Web. A versão mais recente para o iOS foi lançada em 16 de setembro de 2020, rodando o iOS 14. Semelhante à sua contrapartida de desktop, a versão móvel também é 2x mais rápida que o Google Chrome.
A partir de abril de 2021, o Safari se classificou como o segundo navegador mais popular atrás apenas do Chrome, com uma participação de mercado de 19,40% em todo o mundo e 38,57% nos Estados Unidos.

## Versões de diferentesOS

### Safari no Windows
Na feira WWDC em junho de 2006, foi anunciada uma versão do programa para o sistema operacional Microsoft Windows, lançado em versão beta no site da Apple. No dia 18 de março, foi lançada a primeira versão não-beta (3.1) para o sistema.
Diferente da versão do Safari no Mac OS X, o Safari para Windows necessita de uma grande quantidade de plugins para poder ler e interpretar, como por exemplo PDF, no Windows, além disso, seu desempenho pode não ser agradável em todos os PCs, já que este varia de acordo com o Hardware, algo pouco padronizado entre os PCs, principalmente os que não são os mais atuais. A última versão disponível para o Windows foi a 5.1.7  
O Safari para Windows foi descontinuado em 2012 e não possui mais suporte da Apple.

### Safari noOS X
O Safari é o navegador padrão do Mac OS X desde o Mac OS X 10.3 Panther. Como residente do sistema, o navegador possui uma vasta integração e interação com leitura de aplicativos e documentos.
Com o lançamento do OS X Lion, o Safari (e outros aplicativos) recebeu a função full screen (tela cheia, em português) que está fazendo muita diferença para os usuários. Além de outras funções, como a "Reading List", que como o nome diz, é uma lista de leitura, onde você pode simplesmente salvar uma página na lista para ver depois. E junto com as novidades externas, o Safari 5.1 também passou por mudanças internas, tendo uma nova arquitetura de processo, onde um processo cuida de tudo o que entra e sai da web, enquanto outro gerencia as interações com a interface do Safari, como a definição de um favorito ou busca no histórico.

### Safari noiOS(iPhone, iPod Touch e iPad)
O iOS possui uma versão mobile do Safari, com a total interação do Safari de ambos os sistemas operacionais (Mac OS X e Windows). Possui uma rápida navegação na internet, ampliação de texto e imagens para melhor visualização, inclui as funções de busca do Bing, Yahoo! e Google, além de sincronizar todos os Favoritos do computador para a versão rodada no iOS.

## Desempenho
Logo no lançamento foram realizados pela Apple alguns testes medindo a velocidade do navegador. Foi constatado que o Safari carrega páginas até 3 vezes mais rapidamente que o Mozilla Firefox 2 e até 5,5 vezes mais que o Opera 9, e executa o JavaScript até 4,5 vezes mais rapidamente que o Mozilla Firefox 2 e até 5 vezes mais que o Opera 9. Em relação a segurança, o Safari é um dos navegadores mais seguros do mundo, sendo constantemente atualizado e contando com sistema de proteção de dados e antiphishing,  que evita que o usuário seja redirecionado para sites falsos.